# Naoko Kawakami
Naoko Kawakami (jap. 川上 直子, Kawakami Naoko; * 16. November 1977 in Akashi) ist eine ehemalige japanische Fußballspielerin.

## Karriere

### Verein
Sie begann ihre Karriere bei Tasaki Perule FC, wo sie von 1990 bis 2004 spielte. Sie trug 2003 zum Gewinn der Nihon Joshi Soccer League bei. 2005 folgte dann der Wechsel zu Nippon TV Beleza. Sie trug 2005 und 2006 zum Gewinn der Nihon Joshi Soccer League bei. 2006 beendete sie Spielerkarriere.

### Nationalmannschaft
Im Jahr 2001 debütierte Kawakami für die japanischen Nationalmannschaft. Sie wurde in den Kader der Weltmeisterschaft der Frauen 2003 und Olympischen Sommerspiele 2004 berufen. Insgesamt bestritt sie 48 Länderspiele für Japan.

## Errungene Titel

### Mit Vereinen
- Nihon Joshi Soccer League: 2003, 2005, 2006

### Persönliche Auszeichnungen
- Nihon Joshi Soccer League Best XI: 2000, 2002, 2003, 2004, 2005